# Technische Hochschule

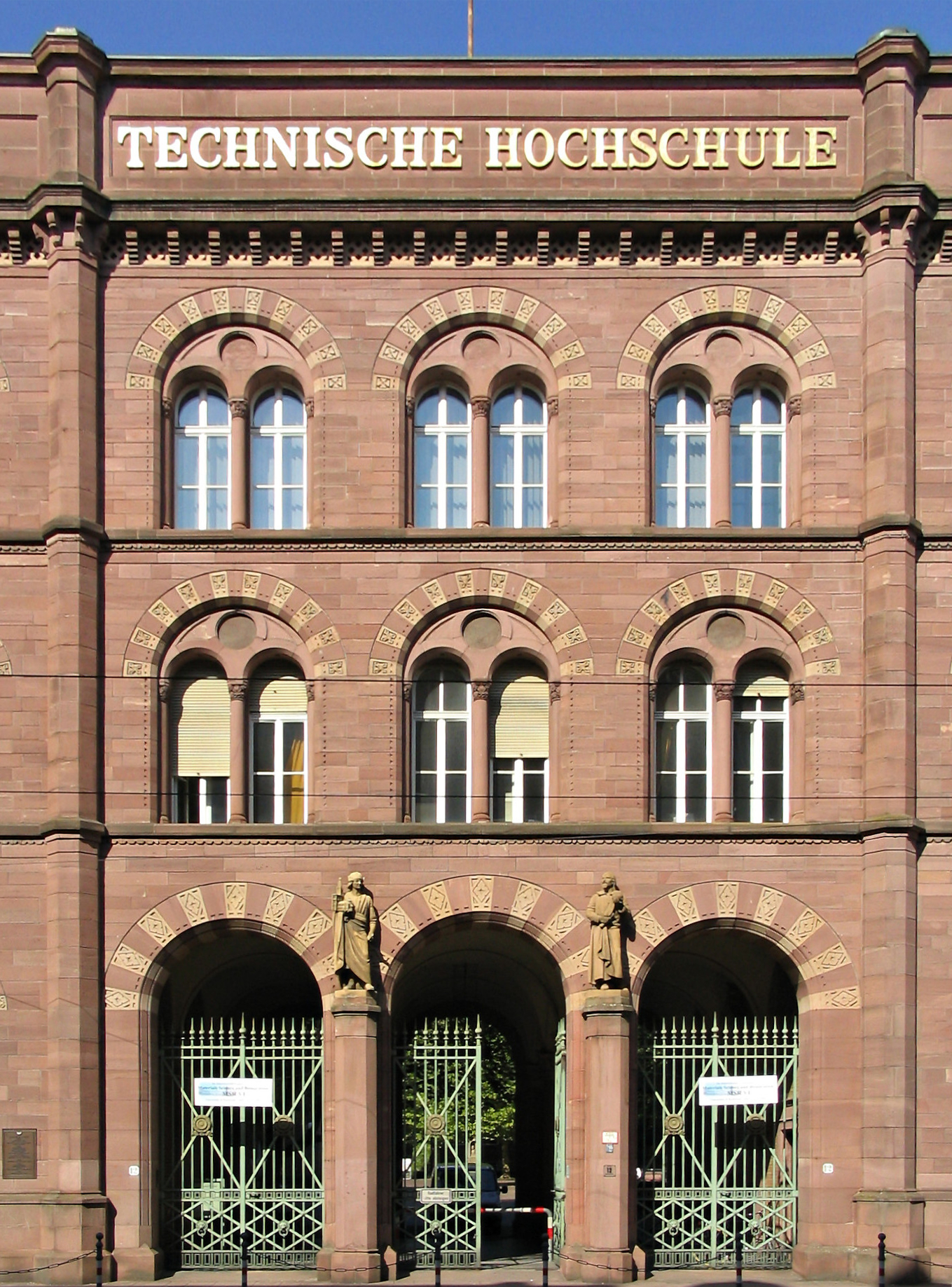
Portal der 1825 gegründeten TH Karlsruhe (heute Karlsruher Institut für Technologie).

Technische Hochschule (TH) bezeichnet eine Hochschule, deren Schwerpunkt auf den Natur- und Ingenieurwissenschaften liegt. Die Bezeichnung erhielten die Institutionen der höheren technischen Bildung im deutschen Sprachraum seit den 1870er Jahren; ab 1899 erhielten sie das Recht, die akademischen Grade Diplomingenieur sowie Doktoringenieur zu vergeben. Nach 1945 wurden die meisten dieser Technischen Hochschulen durch Ausbau des Fächerspektrums in Technische Universitäten (TU) umgewandelt.
Seit 2009 werden vermehrt Fachhochschulen in „Technische Hochschulen“ umbenannt; allerdings besitzen diese neuen TH im Unterschied zu den älteren nur vereinzelt Promotionsrecht, aber kein Recht zur Habilitation. Diese (neuen) „Technischen Hochschulen“ sind den Universitäten nicht gleichgestellt; somit sind diese (de jure) keine universitären Einrichtungen.
Dieser Artikel stellt die geschichtliche Entwicklung der höheren technischen Bildungseinrichtungen mit Schwerpunkt im deutschen Sprachraum dar.

## Vorformen höherer technischer Bildungsinstitutionen
Im Verlauf des 18. Jahrhunderts bildete sich im Zuge von Merkantilismus, Aufklärung und Revolution ein breites Spektrum beruflich-technischer Bildungseinrichtungen im ganzen kontinentalen Europa. In Ergänzung zu den traditionellen Lateinschulen entstand im deutschen Sprachraum eine Vielfalt von technischen Lehranstalten, die den Eindruck eines mehrgliedrigen „Bildungssystems“ erweckten. Jedoch fehlte diesem der direkte Zusammenhang, da die einzelnen Bildungseinrichtungen unterschiedliche Gesellschaftsgruppen ansprachen.
Technische Bildung für das einfache Volk erfolgte in den neugegründeten Industrieschulen. Parallel dazu wurde das Bürgertum im Zuge der Aufklärung in Realschulen, gewerblichen Sonntagsschulen, Zeichen- und Bauschulen, Provinzialkunstschulen, Philanthropien und Handelsschulen unterrichtet. Höhere Bildungseinrichtungen wie die Ritter-, Militär-, Bau- und Bergakademien dienten in erster Linie dem höheren Bürgertum und dem Adel.
Die meisten der Fachschulen besaßen ein bescheidenes Niveau und waren nur von kurzer zeitlicher Dauer. Eine Ausnahme bildeten die Bergschulen. Sie wuchsen über das allgemeine Niveau der übrigen Fachschulen hinaus und wurden zu Bergakademien, denen bereits der Charakter von Fachhochschulen gebührte. Nur von diesen Bergakademien gingen im Verlauf des Jahrhunderts wesentliche Impulse zur Entwicklung der technischen Wissenschaften und deren Hochschulen aus. Der dort stattfindende Versuch einer mathematisch-naturwissenschaftlichen Grundlegung der Fachbildung sowie die vorhandenen Ansätze zur Verbindung von Lehre und Forschung wiesen bereits den Weg zum technischen Hochschulwesen des 19. Jahrhunderts. Zwar versuchten die Universitäten in den 1770er Jahren nach diesem Vorbild technologische Fächer zu etablieren, konnten letztlich aber keinen rechten Bezug zur praktischen Anwendung des theoretischen Wissens schaffen. Die Bergakademien waren somit unerreichte Vorbilder und „die einzigen Technischen Hochschulen, die das 18. Jahrhundert auf deutschem Boden hervorgebracht hat“. Denn lediglich hier wurde bis in die ersten Jahrzehnte des 19. Jahrhunderts eine hochschulmäßige technische oder berufliche Ausbildung geboten.
Doch weder die Bergakademien noch die Universitäten (und die vorhandenen Schultypen der niederen Bildungsebenen) bildeten den Grundstein für die polytechnischen Schulen des 19. Jahrhunderts im deutschen Sprachraum. Erst die 1794 in Paris gegründete École polytechnique brachte mit ihrem Grundgedanken der praktischen Anwendbarkeit wissenschaftlicher Methoden und Erkenntnisse der Mathematik und Naturwissenschaften auf technische Gegenstände den entscheidenden Impuls zur Entstehung des technischen Hochschulwesens. Sie wurde somit zum Urbild einer Hochschule der technischen Wissenschaft.

## Gründungsphase von polytechnischen Schulen 1794–1840

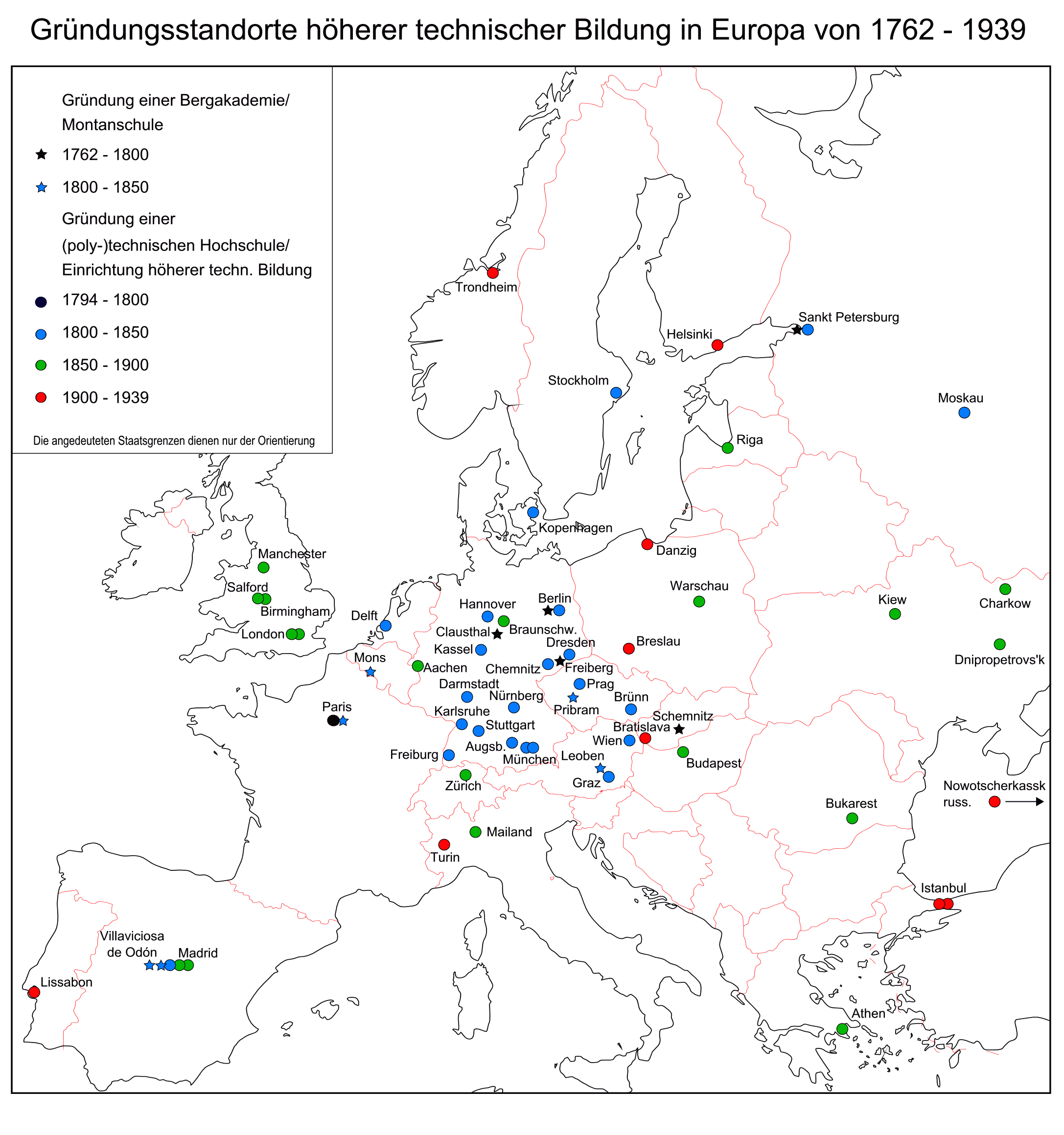
Gründungen höherer technischer Bildung von 1762 bis 1939

### DieÉcole polytechnique
Die 1794 in Paris gegründete École centrale des travaux publics (Zentralschule für öffentliche Arbeiten) sollte die alten Ingenieurschulen, die die Revolutionäre während der französischen Revolution als Instrumente des Ancien Régimes angesehen hatten, ersetzen. Ein Jahr später wurde sie in École polytechnique umbenannt. Zu den Gründungsvätern gehörten der Mathematiker und Ingenieur Lazare Carnot und der Physiker und Mathematiker Gaspard Monge.
Die auf staatlich-militärische Aufgaben ausgerichtete École polytechnique lehrte in einer Art allgemeiner wissenschaftlicher Vorschule ihrem Ingenieurnachwuchs in zweijähriger Ausbildung die allgemeinen theoretischen Grundlagen der Naturwissenschaften, der Mathematik und des mathematisch-technischen Zeichnens. Danach folgte eine praktische Ausbildung an den so genannten Écoles d'application für Brücken- und Wegebau, Bergbau, Schiffbau sowie für militärisches Ingenieurwesen. Diese Zweiteilung findet sich auch heute noch in der Gliederung in Grund- und Hauptstudium wieder. Anfangs wurden unter Napoleon, der die Schule 1805 dem Kriegsminister unterstellte, nahezu ausschließlich Ingenieuroffiziere insbesondere für die Artillerie ausgebildet.
Die Professoren der École Polytechnique wurden von den besten Schulen Frankreichs ausgewählt; zahlreiche berühmte Wissenschaftler gingen aus ihr hervor. Sie besaß ein für damalige Verhältnisse hohes Niveau und führte ein strenges Auswahlverfahren durch. Ihre Bildungsidee, Technik als angewandte Naturwissenschaft zu verstehen, verbreitete sich über den Kontinent nicht nur durch ihren Vorbildcharakter, sondern insbesondere durch die Lehrbücher ausländischer Absolventen.

### Gründungswelle im deutschen Sprachraum
In den ersten Jahrzehnten des 19. Jahrhunderts gründeten sich eine Vielzahl von Gewerbeschulen und polytechnischen Schulen in den Staaten des deutschen Sprachraums, die bis heute wichtig und bedeutend sind (unter anderem in Berlin 1821, Nürnberg 1823, Karlsruhe 1825, München 1827, Stuttgart 1829, Hannover 1831, Darmstadt 1837). Diese Gründungswelle muss jedoch unter dem Aspekt gesehen werden, dass sich einige Einrichtungen aus früheren Militär- oder Bauschulen sowie anderen älteren Einrichtungen entwickelten, die zum Teil nur ihren Gegenstandsbereich ausweiteten, sich verselbstständigten oder ausgebaut wurden. Zum Beispiel übernahm die polytechnische Schule in Karlsruhe Strukturen der dort bereits vorhandenen Realschule. Ergänzt wurde das Fächerspektrum um einzelne Bereiche aus der Ingenieur- und Bauschule.
Die Leitbilder für diese Gründungen waren zum einen der Staatsdienst, zum anderen die Gewerbeausbildung für die sich entwickelnde Industriegesellschaft. Die Zersplitterung des deutschen Sprachraums (Deutschland) in mehrere Länder führte zu parallelen Gründungen von Gewerbe- und polytechnischen Schulen meist in den Hauptstädten der einzelnen Länder. Die Aufgaben des technischen Staatsdienstes sind in den entstehenden modernen Staaten, die sich mehr Verantwortlichkeiten aneigneten, angewachsen und lagen vor allem im staatlichen Bergbau, beim Militär und Bauwesen, ab 1840 auch beim Eisenbahnbau, der im Laufe des 19. Jahrhunderts verstaatlicht wurde.
Im Allgemeinen spielten die frühen Gewerbe- und polytechnischen Schulen nur eine marginale Rolle bei der Versorgung der frühindustriellen Industrie mit technischen Fachkräften. Nur eine Minderheit der in der Industrie tätigen Techniker waren Absolventen einer polytechnischen Schule gewesen; die Mehrheit hatte ihre technischen Fachkenntnisse in der industriellen Praxis erworben. Hinzu kam, dass sich die Schulen nicht als Anstalten zur Forschung und Wissensgenerierung, sondern in erster Linie als Unterrichtsanstalten verstanden. Durch den hohen theoretischen Anteil der Ausbildung blieb der kurzfristige Erfolg in der Praxis aus.
In den meisten deutschen Ländern war demnach die Ausbildung noch eng mit dem Staatsdienst verbunden und auf ihn zugeschnitten. Eine Ausnahme bildete das Gewerbeinstitut im preußisch-brandenburgischen Berlin, dessen Unterricht auf die Bedürfnisse der Privatindustrie zugeschnitten war und bestimmte Arbeitsweisen simulierte, die in der Industrie gebräuchlich waren.

## Aufstieg polytechnischer Schulen in der Zeit der Industrialisierung
Aufgrund hoher Niveauunterschiede war in der Mitte der 1840er Jahre die Stellung polytechnischer Schulen im Bildungssystem noch immer unklar. So wurde zum Beispiel Wien und Karlsruhe schon früh der Rang von „technischen Hochschulen“ zugesprochen, wogegen andere polytechnische Schulen Mitte der 40er nur das Niveau „technischer Lyceen“, angesiedelt zwischen Hochschule und Mittelschule, nachweisen konnten. Obgleich die technischen Hochschulen schon früh eine Gleichwertigkeit mit den Universitäten anstrebten, erfolgten bedeutende Schritte in dieser Richtung erst in den 1860er/70er Jahren.
Eine Vorbildfunktion für die Entwicklung der polytechnischen Schulen bekam das Karlsruher Polytechnikum, nachdem es der Staatsrat Karl Friedrich Nebenius im Jahr 1832 grundlegend reorganisiert hatte. Nebenius integrierte vorhandene technische Schulen in das Polytechnikum und erweiterte es damit sowohl inhaltlich als auch personell. Nach dem Vorbild der Universitäten führte die Neuorganisation, in Anlehnung an Fakultäten, zur Gliederung in fünf Fachschulen: der Ingenieur-, Bau-, Forst-, Handels- und höheren Gewerbeschule. Auch die Leitungsstruktur ähnelte dem universitären Schema mit deren Dekanen, Senat und Rektor. Das Eintrittsalter der Schüler war, wie an Universitäten, 15 Jahre. Die von über 30 Lehrern unterrichteten Schüler absolvierten zuerst eine Vorschule, in der das mathematische und naturwissenschaftliche Wissensfundament gelegt werden sollte. Danach folgte eine praxisorientierte Ausbildung in den Fachschulen. Diese Gliederung der Ausbildung übernahmen ab den 1840er Jahren andere polytechnische Schulen wie beispielsweise Stuttgart und Hannover. Man erkennt in ihr das strukturelle Vorbild der französischen École Polytechnique und der École d´application. Allerdings waren beide Ausbildungsabschnitte in Frankreich räumlich voneinander getrennt, während sie in Deutschland in derselben Schule angesiedelt waren. Ferner bestand ein Unterschied darin, dass die École Polytechnique bis zur Jahrhundertmitte vor allem in Mathematik und den Naturwissenschaften ein höheres Niveau besaß. Die Polytechnika der 1830er/40er Jahre waren in erster Linie Ausbildungsstätten; die Forschung spielte noch keine wesentliche Rolle.
Das polytechnische Bildungsniveau lag weit über dem allgemeinen Stand der industriellen Produktion und unter dem der Universitäten. Dies stellte ein großes Problem dar, denn einerseits waren die Absolventen für Arbeitsstellen mit Hochschulvoraussetzung unterqualifiziert, andererseits fehlte ihnen wegen der theorielastigen Ausbildung die Praxis für einen Ingenieurberuf in der Industrie. Die Absolventen der Polytechnika sollten erst seit dem Durchbruch der Industrialisierung nach 1850 genügend, ihren Qualifikationen entsprechende Einsatzmöglichkeiten in der privaten Industrie finden.

### Der Akademisierungsprozess – Von der Polytechnischen Schule zur technischen Hochschule
Ab den 1850er Jahren war die Entwicklung der Polytechnika weniger durch die Anforderungen der Industrie beeinflusst, als durch ihr Streben nach Verwissenschaftlichung der Ausbildung. Im Zuge dieses Akademisierungsprozesses stiegen die Voraussetzungen für den Eintritt in eine polytechnische Schule und damit auch ihr Ausbildungsniveau. Um die Jahrhundertmitte trieb besonders Ferdinand Redtenbacher, Professor am Karlsruher Polytechnikum, den Akademisierungsprozess der polytechnischen Schulen voran. Außerdem erweiterte er den Fächerkanon um geisteswissenschaftliche Disziplinen. Damit wollte er den „Kulturaufgaben“ seiner Bildungseinrichtung gerecht werden. Das Modell einer Schule, deren Fächerspektrum sich dem einer Universität nähert, wirkte vorbildhaft für neue polytechnische Schulen. Die 1855 gegründete eidgenössische polytechnische Schule in Zürich ist ein herausragendes Beispiel für die Umsetzung dieser Idee. Sie war von vornherein als Hochschule konzipiert und sollte dem höheren Studium der exakten, politischen und humanistischen Wissenschaften dienen. Mit ihrem von Beginn an sehr guten Ruf zog sie Studenten aus ganz Europa an.

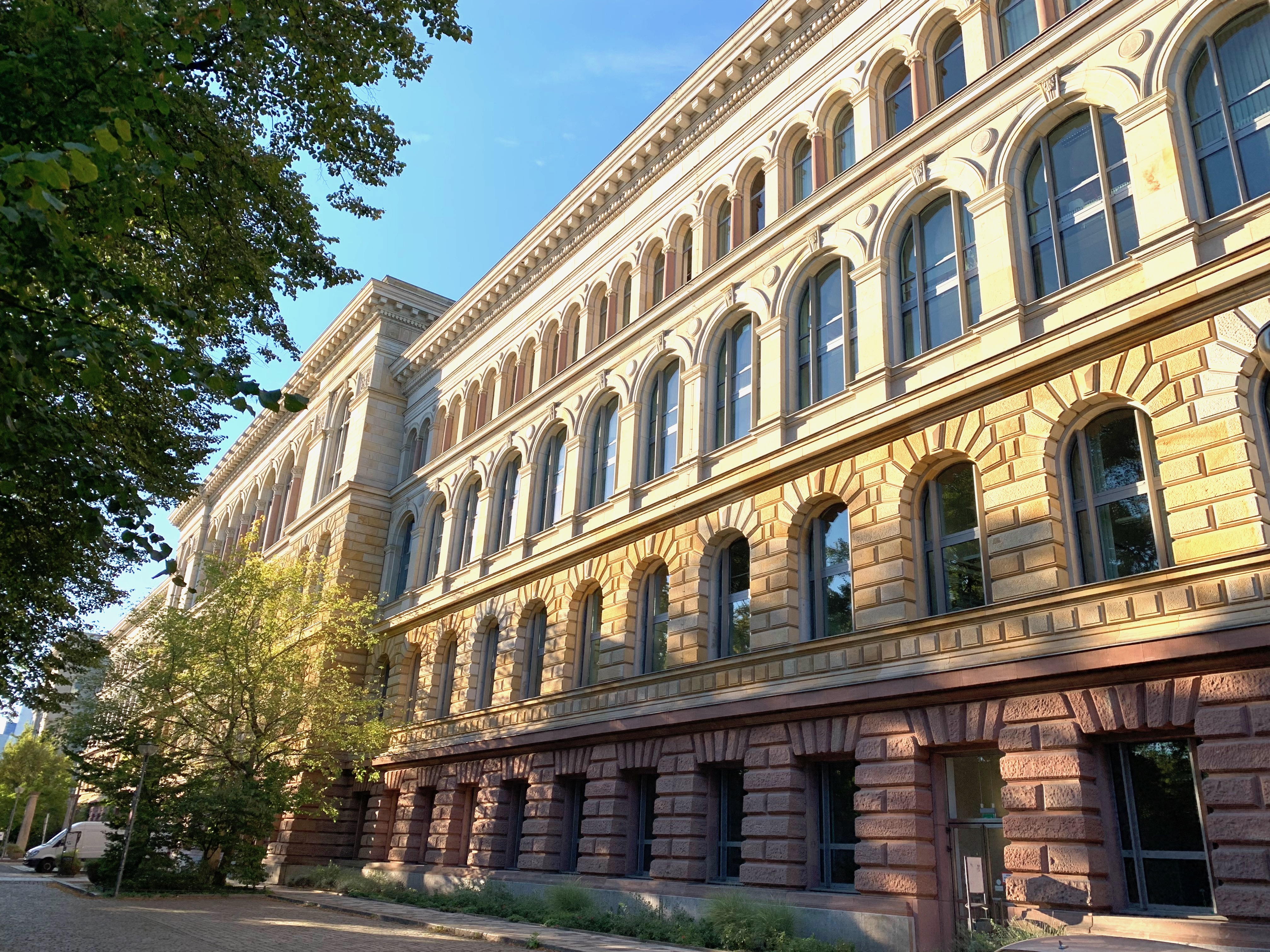
Die Königlich Technische Hochschule zu Berlin, erbaut 1884 (heute die Technische Universität Berlin)

Eine allgemeine Neuordnung und Aufwertung der Polytechnika in den deutschen Ländern erreichte der Verein Deutscher Ingenieure (VDI). Dessen Vorsitzender Franz Grashof forderte im Jahr 1864 für den Besuch der polytechnischen Schulen gleiche Bildungsvoraussetzungen wie an den Universitäten, außerdem gleiche Examina, Ausbau der Mathematik und der Naturwissenschaften, größere Heranziehung humanistischer Fächer sowie universitäre Verfassungsformen. Diese Forderungen waren nicht neu, jedoch entsprachen sie nun dem erreichten Leistungsstand der polytechnischen Schulen. Schon im folgenden Jahr wurden sie umgesetzt, indem Karlsruhe als erstes deutsches Polytechnikum die volle Hochschulverfassung erhielt. Im Anschluss an die Reorganisation der Polytechnika, die sich bis Ende der 1870er Jahre erstreckte, erfolgte mit gewisser zeitlicher Verzögerung eine Umbenennung der Polytechnika in „technische Hochschule“. So erhielt Karlsruhe erst 1885 die Bezeichnung „Technische Hochschule“. In den Staaten des 1871 gegründeten Deutschen Reiches war die Umbenennung bis 1890 abgeschlossen.
Durch diese Reform sollten im Wesentlichen zwei Ziele erreicht werden: zum einen eine analoge Rechtsstellung für eine größere Selbstständigkeit in der Unterrichtsverwaltung und zum anderen ein höheres Prestige für die technischen Hochschulen. Die Übernahme von Symbolen, wie das Tragen einer dem universitären Talar ähnliche Amtstracht, sollte die Gleichrangigkeit mit den Universitäten zeigen. Zur Hochschulverfassung gehörte, dass die technischen Hochschulen einen Rektor und Dekane wählten, das Berufungsrecht und einen Senat als wichtigstes Beschlussorgan besaßen. Der Unterricht war nun in Semester anstelle von Jahreskursen gegliedert, und den Studenten wurde eine größere Lehr- und Lernfreiheit gewährt.
Die Hochindustrialisierung führte gegen Ende des 19. Jahrhunderts zu einer deutlichen Erweiterung und Differenzierung des Fächerspektrums an den Hochschulen. Waren um 1870 durchschnittlich etwa 70 technisch-naturwissenschaftliche Lehrgebiete an technischen Hochschulen vertreten, so waren es 1880 mehr als 100, 1890 etwa 200 und 1900 an der Technischen Hochschule Berlin mehr als 350. Um die teils immer noch theorielastige Ausbildung besser an die Bedürfnisse der Industrie anzupassen, wurden nun vermehrt technische Laboratorien eingeführt, um eine experimentelle Lehre und Forschung in den technischen Fächern zu etablieren. Dies war zum einen eine Reaktion auf die von der Industrie selbst durchgeführte praxisorientierte Forschung in Versuchslabors und zum anderen auf den Aufschwung der USA in der Technik. In der US-amerikanischen Ingenieurausbildung hatte nämlich der praktische Laborunterricht einen höheren Stellenwert als im Deutschen Reich. Mit dem Ausbau technischer Laboratorien und der damit verbundenen Umgestaltung des Studiums erhielten die technischen Hochschulen ihr modernes Gepräge. Die wissenschaftliche Ausbildung besaß nun eine höhere Qualität, da sie auch experimentelles Forschen beinhaltete. Mit den eigenständigen und kontinuierlichen Forschungsaufgaben der technischen Hochschulen war eine wesentliche Voraussetzung für die immer nachdrücklicher geforderte Gleichstellung mit den Universitäten gegeben.

### Erlangung des Promotionsrechts
Im Prozess der Gleichstellung mit den Universitäten war die Verleihung des Promotionsrechts ein weiteres Etappenziel. Die Basis dafür waren strengere Aufnahmebedingungen, zu denen unter anderem nun auch ein Reifezeugnis zählte. Zudem wurden die sogenannten „Allgemeinen Abteilungen“ ausgebaut, in denen Mathematik, Naturwissenschaften, aber auch Geistes- und Staatswissenschaften vereinigt waren. Die technischen Hochschulen erhielten das Habilitationsrecht schon vor dem Promotionsrecht, da es sich nicht um einen eigenen akademischen Grad, sondern um die Feststellung der Lehreignung handelte. Der Konflikt um das Promotionsrecht stilisierte sich in den 1890er Jahren zur Lebensfrage für die technischen Hochschulen, insbesondere weil sich die Universitäten vehement dagegen wehrten.
1894 forderte ein Delegiertengremium der technischen Hochschulen erstmals das Promotionsrecht für Chemiker. Obwohl diese Forderung durch die den Universitäten gleichwertige Ausbildung gerechtfertigt war, scheiterte dieser Vorstoß. Erst ein preußischer Alleingang brachte eine Wende. Anlässlich der Jubiläumsfeier der Technischen Hochschule Berlin im Oktober 1899 verlieh Kaiser Wilhelm II. den Technischen Hochschulen in Preußen das Recht nach einer Diplom-Prüfung den Grad „Diplomingenieur“ (Dipl.-Ing.) zu erteilen. Diplomingenieure konnten nach einer weiteren Prüfung zu Doktoren der Ingenieurwissenschaften (Dr.-Ing.) promoviert werden. Ein Dr.-Ing. ehrenhalber (E. h.) war für „Männer, die sich um die Förderung der technischen Wissenschaften hervorragende Verdienste erworben haben“ vorgesehen.:231 f. Die technischen Hochschulen konnten den Dr.-Ing. E. h. nach Maßgabe der Bedingungen der Promotionsordnung verleihen. Für die Promotion wurden hohe wissenschaftliche Standards gesetzt, um der Kritik der Universitäten vorzubeugen. Bis 1901 folgten die anderen deutschen Länder der Initiative Preußens und gewährten ihren eigenen Hochschulen das Recht zur Promotion.
Anfang des 20. Jahrhunderts gab es im Deutschen Reich in den Residenzstädten Berlin, Braunschweig, Darmstadt, Dresden, Karlsruhe, München und Stuttgart, sowie in den preußischen Provinzhauptstädten Breslau, Danzig und Hannover (bis 1866 auch Residenzstadt) technische Hochschulen, außerdem im preußischen Aachen seit 1870. Die Bergakademie Freiberg im Königreich Sachsen war einer technischen Hochschule gleichgestellt.

### Der Sonderweg der höheren technischen Bildung in Großbritannien
Die Ausbildung eines höheren technischen Bildungswesens verlief in Großbritannien im Gegensatz zum kontinentalen Europa trotz des enormen industriellen Vorsprungs sehr schleppend. Der Grund hierfür lag in der Organisation der britischen Industrie. Beinahe sämtliche Faktoren der britischen Wirtschaft waren in Privathand. Alle wichtigen Bestandteile der Infrastruktur wie Kanäle, Häfen, Brücken und das Eisenbahnnetz waren von privaten Unternehmen aufgebaut worden und wurden weiterhin von diesen unterhalten. Somit hatte der britische Staat kein Interesse an einer technischen Ausbildung seiner Beamten.
Auch die Verbände der britischen Ingenieure hielten an der bisherigen Ausbildungsweise fest. Die Möglichkeit einer praktischen Ausbildung bestand nur in Betrieben oder bei freischaffenden Ingenieuren. Diese Form sowie auch die Inhalte der Ausbildung wurden bereits 1771 von der Institution of Civil Engineers, einem Zusammenschluss der Ingenieurelite Großbritanniens, festgelegt. Zwar waren solche Zusammenschlüsse jenen der Scientific Community sehr ähnlich, da Forschung, Austausch und Selbstlernen auch hier als Ideale galten, doch hielt man weiterhin Erfahrung und Tradition für die wichtigsten Bestandteile der technischen (Aus-)Bildung und hatte kein Interesse daran, diese durch eine höhere technische Bildung zu ersetzen.
Es gab zwar bereits in den 20er und 30er Jahren des 19. Jahrhunderts Bestrebungen, technische Schulen und Lehrstühle einzurichten, doch scheiterten diese am Traditionsbewusstsein der Ingenieurverbände. In Schottland und Irland hingegen wurden schon 1840 in Glasgow und 1851 in Belfast technische Lehrstühle, sogar mit ausdrücklicher königlicher Unterstützung, eingerichtet. Ähnliche Bemühungen in England, wie das Royal College of Chemistry (1845) und die Royal School of Mines (1851), waren allerdings nur von theoretischer, nicht jedoch von praktisch-technischer Bedeutung.
Als aber in der zweiten Hälfte des 19. Jahrhunderts der Erfolg der höheren technischen Bildung im deutschen Sprachraum (Deutschland) offensichtlich wurde, änderten die britischen Parlamentarier ihre Meinung zu dieser neuen Entwicklung radikal. Sie sahen in der Entwicklung eines höheren technischen Bildungswesens plötzlich eine Chance, ihr Defizit gegenüber Kontinentaleuropa wettzumachen. So wurden in den 1870er Jahren in relativ neuen „Universitäten“ technische Lehrstühle eingerichtet. Diese „Universitäten“ besaßen jedoch kein Promotionsrecht und waren eher als Vorbereitungskurse für Prüfungen an der University of London anzusehen.
In dieser Zeit wurden auch die zwei großen Ausnahmen in der verlangsamten britischen Entwicklung gegründet. Es handelt sich hierbei um Ausnahmen, da es zu dieser Zeit die einzigen ernst zu nehmenden Neugründungen auf dem Gebiet der höheren technischen Bildung waren. 1871 wurde das Royal Engineering College gegründet, in dem Beamte für den Dienst im Indian Public Works Department in einem dreijährigen Kurs ausgebildet wurden. Sieben Jahre später schlossen die Gilden und der Stadtrat Londons sich zum City and Guilds of London Institute for the Advancement of Technical Education zusammen. Dieses Institut gründete in den folgenden Jahren zwei wichtige Schulen für die niedere und die höhere technische Bildung.
Die renommierten Hochschulen nahmen zur Jahrhundertwende die neue Disziplin in ihren Lehrplan auf. So wandelte Cambridge 1891 seinen Lehrstuhl für Mechanik in einen für Ingenieurwissenschaften um. Oxford gründete 1907 einen solchen Lehrstuhl. Ab diesem Zeitpunkt erst wurde die höhere technische Bildung von den Ingenieurverbänden als teilweise Alternative zur traditionellen praktischen Ausbildung anerkannt.

## Technische Hochschulen im Ersten Weltkrieg
Der Erste Weltkrieg brachte einen tief greifenden Einschnitt in die alltägliche Arbeit der technischen Hochschulen, der sich sowohl hemmend als auch fördernd auswirkte. Einerseits kam es zu starken Einbrüchen in den Studenten- und Dozentenzahlen, weil zusätzlich zu den Wehrpflichtigen viele in nationaler Begeisterung freiwillig an die Front gingen. So schwand die Zahl der Studenten von etwa 12.000 im Wintersemester 1913/14 auf etwa 2.000 bei Kriegsausbruch. Kriegsbedingte Kürzungen der Budgets hemmten die Wissenschaft, Lehre und Forschung gleichermaßen. Andererseits warf die technische und wissenschaftliche Entwicklung des Krieges Forschungsfragen auf, die die Bedeutung der technischen Hochschulen für die Rüstungsproduktion und die kriegstechnische Entwicklung erhöhte. Eine systematische Mobilmachung von Wissenschaft und Technik fand jedoch zunächst nicht statt, unter anderem weil sich einige kriegsrelevante Forschungsrichtungen wie beispielsweise die Hochfrequenztechnik, die für das Nachrichtenwesen wichtig war, noch in ihren Anfängen befanden. Ein bedeutender Grund für die Verzögerung war, dass die traditionellen militärischen Eliten im Zuge des „Schlieffen-Plans“ einen langwierigen, materialintensiven Stellungskrieg nicht einkalkuliert hatten. Ihr zu diesem Zeitpunkt überholtes Kriegsbild, dass strategische Truppenbewegungen und Tapferkeit ihrer Soldaten wichtiger seien als die Entwicklung moderner Waffensysteme, zeigte eine Geringschätzung der Technik. Im Lauf des Krieges ergab sich dadurch nicht nur eine erhebliche Rüstungs- und Versorgungsproblematik, sondern auch die Bedeutung des Produktionsfaktors Wissenschaft und Technik wurde falsch eingeschätzt. Im Gegensatz dazu sahen die führenden Ingenieure des Landes diesen Krieg damals schon als eine Art „Kräftemessen“ in Technik und Wirtschaft, das die industriell stärkere und in der Forschung erfolgreichere Nation gewinnen würde.
Mit dem Hindenburg-Programm aus dem Jahre 1916, dessen Ziel eine Mobilmachung aller Ressourcen aus Gesellschaft und Industrie war, erkannte der Staat die Bedeutung der technischen Hochschulen. Trotzdem erwog die Oberste Heeresleitung im Kontext des so genannten „Hilfsdienstgesetzes“ noch eine Schließung der Hochschulen zugunsten eines Einsatzes der verbliebenen Studenten in der Rüstungsindustrie. Durchgesetzt hat sich schließlich die Ansicht, dass technische Forschung und Lehre für die Suche nach neuen Waffensystemen und industrieller Leistungssteigerung nötig sei. Neu eingesetzte, nationale Forschungsräte sollten die Forschung überwachen und gezielt vorantreiben. Auch die Budgets einiger Hochschulen wurden wieder aufgestockt, jedoch gab es kaum forschungsbedingte Abkommandierungen der noch verbliebenen Wissenschaftler von der Front. Die Rolle der technischen Hochschulen blieb uneinheitlich, viele verschiedene Aufgaben wurden ihnen zugeteilt. Manche Hochschulen dienten als zwischenzeitliche Lazarette oder Soldatenunterkünfte, andere, wie zum Beispiel die Technische Hochschule Berlin-Charlottenburg, befassten sich in großem Maßstab mit bedeutender Rüstungsforschung. Schwerpunkte kriegsrelevanter Forschung waren die chemische Industrie, insbesondere die Entwicklung effizienterer Giftgase sowie deren Bekämpfung, die Verbesserung des Flugwesens, die Entwicklung moderner Waffensysteme nach Vorbild der britischen tanks, die drahtlose Kommunikation, eine verlässlichere und genauere Wettervorhersage sowie die Entwicklung neuer Schmerz- und Arzneimittel.
Nach dem Krieg gab es eine riesige Rückkehrwelle an die Hochschulen, gepaart mit neuen Immatrikulationen. So stiegen die Zahlen wieder von etwa 2000 Studenten im Wintersemester 1917/18 auf etwa 8000 im darauf folgenden Wintersemester, nur um ein Jahr später schon bei rund 17000 zu liegen. Der Gipfel wurde 1923/24 mit 25000 Studenten erreicht.

## Technische Hochschulen in der Zeit des Nationalsozialismus

### Ausgangslage – Weimarer Niedergang bis März 1933
Zur Zeit des Übergangs zwischen Weimarer Republik und dem NS-Staat versuchten die Hochschulen, einen neutralen politischen Standpunkt einzunehmen. Die Mehrheit der Professoren war national-konservativ gesinnt. Das NS-Regime verstand es später, einen Teil dieses politischen Lagers mit seiner vorherrschend antidemokratischen Haltung für sich zu mobilisieren. Die Politisierung der Hochschulen ging aber nicht von den Professoren aus, sondern in diesem Sinn waren vor allem die Studenten aktiv. Der Nationalsozialistische Deutsche Studentenbund (NSDStB) wuchs schon vor 1933 zur stärksten politischen Kraft innerhalb der Hochschule heran.

### Formierung – März 1933 bis Herbst 1934
Die zu Beginn der NS-Herrschaft erfolgte so genannte Gleichschaltung der technischen Hochschulen und Universitäten hatte zwei wesentliche Konsequenzen: Erstens verloren auf Grund des Gesetzes zur Wiederherstellung des Berufsbeamtentums vom 7. April 1933 „nichtarische“ und politisch unerwünschte Hochschullehrer ihre Stelle, zweitens ersetzte ein Führerprinzip die traditionelle Selbstverwaltung der Hochschulen, dessen Umsetzung in der Praxis aber mit großen Schwierigkeiten verbunden war.
Eine systematische Neuordnung von Wissenschaft und Lehre fand nicht statt. Es gab allerdings Pläne, die technischen Hochschulen mit den Universitäten inhaltlich wie auch infrastrukturell zu vereinen. So sollte in Berlin eine einzige große Universität (Universitätsstadt) namens „Adolf-Hitler-Universität“ entstehen, die gleichzeitig Universität und technische Hochschule sein sollte. Die Planer dieser und späterer Unternehmungen, vorrangig das Reichserziehungsministerium, beriefen sich auf ältere gleichartige Vorhaben aus der Zeit der Weimarer Republik. Die Pläne wurden aber insbesondere wegen des Protests der technischen Hochschulen wieder fallen gelassen.

### Konsolidierung – Herbst 1934 bis 1939
Zwischen 1934 und 1939 normalisierten sich Studium und Forschung an den Hochschulen. Die ausgebliebene Neuordnung der Lehre, sowie das Zurücknehmen der Angst machenden Radikalen innerhalb der Partei, führte zu einer Gewöhnung an das System. Die Hochschulen kooperierten mit den verschiedenen nationalsozialistischen Machtblöcken, von denen der NSDStB stark an Einfluss verloren hatte. In dieser Phase sollte eine Wissenschaft militärischer Natur in die Hochschulen integriert werden, was jedoch Unmut bei den Professoren hervorrief und scheiterte. Einzige Ausnahme bildet hier die TH Berlin-Charlottenburg, die das Fach „Wehrwissenschaft“ – wenn auch nur für kurze Zeit – einführte. Es diente dem Heereswaffenamt als eigene Forschungsstelle. Weitere Planungen für Zusammenlegungen der Universitäten und technischen Hochschulen in Breslau, Braunschweig/Helmstedt und Prag in den Jahren 1938/39 scheiterten wie zuvor in Berlin unter denselben Umständen.

### Radikalisierung im Zweiten Weltkrieg
Mit Kriegsbeginn griff der NS-Staat wieder stärker in den Hochschulalltag ein. So verloren die Hochschulen im Deutschen Reich durch den Einsatz junger Männer als Soldaten oder Kriegsdiensthelfer einen Teil ihrer Studenten. Dem Versuch, die technischen Hochschulen durch neue Institute für „Technik des Staates“ für die Kriegspläne zu instrumentalisieren, blieb kein Erfolg beschieden. Die Versuche des NS-Regimes, die Kontrolle über die technischen Hochschulen zu erlangen, zeigen die Wichtigkeit, künftige Ingenieure und Wissenschaftler für das „Großdeutsche Reich“ auszubilden, denn das Herrschaftssystem Hitlers beruhte auch und vor allem auf dem guten Funktionieren von Wissenschaft und Ingenieurwesen.

## Technische Hochschulen in der Nachkriegszeit

### Entwicklung zu Technischen Universitäten
In den 1960er bis 1980er Jahren wurden die meisten Technischen Hochschulen im deutschen Sprachraum in „Technische Universität“ umbenannt – meist mit einem breiteren Fächerspektrum als zuvor – was mit einem weiteren Prestigegewinn und mit einem höheren Anteil an der Grundlagenforschung einherging.
Nur ganz wenige Universitäten tragen heute noch die Bezeichnung Technische Hochschule im Namen, zum Beispiel die Rheinisch-Westfälische Technische Hochschule Aachen, die ETH Zürich und die ETH Lausanne in der Schweiz.

### Technische Hochschulen in Ostdeutschland
In der DDR gab es bei ihrer Gründung 1949 drei technische Hochschulen: Die TH Dresden, die Bergakademie Freiberg sowie die Hochschule für Baukunst in Weimar. In den 1950er Jahren wurden sechs weitere, auf bestimmte Industriezweige spezialisierte Hochschulen gegründet: Hochschule für Verkehrswesen Dresden (1952), TH Magdeburg (Schwermaschinenbau, 1953), TH Karl-Marx-Stadt (Maschinenbau, 1953), TH Leuna-Merseburg (Chemie, 1954), Hochschule für Bauwesen Leipzig (1954), TH Ilmenau (Elektrotechnik, 1954).
Im Zuge der „III. Hochschulreform“ gründete die DDR 1969 zudem zehn Ingenieurhochschulen (IHS) in Berlin-Wartenberg, Cottbus, Dresden, Köthen, Leipzig, Mittweida, Warnemünde-Wustrow, Wismar, Zittau und Zwickau. Sie sollten ähnlich wie die etwa zeitgleich entstandenen Fachhochschulen im Westen vor allem anwendungsorientierte Ingenieure ausbilden und zeichneten sich durch eine hohe arbeitsteilige Spezialisierung mit eingeschränktem Fächerspektrum aus. Bis 1989 wurden die meisten Ingenieurhochschulen durch Verleihung des Promotions- und Habilitationsrechts zu (universitären) Technischen Hochschulen (1977: TH Leipzig, 1988: TH Wismar, TH Zittau, 1989: TH für Seefahrt Warnemünde-Wutsrow, TH Cottbus, TH Zwickau; 1990: TH Köthen) aufgewertet. Außerdem wurde die Studiendauer von 4 auf 4,5 Jahre (d. h. von 8 auf 9 Semester) erhöht, so dass die dort erworbenen Abschlüsse nach der Wiedervereinigung als gleichwertig im Sinne von Artikel 37 Abs. 1 Satz 2 des Einigungsvertrages anerkannt wurden.
Dennoch blieben die meisten dieser Spezialhochschulen vergleichsweise klein und hatten oft nur wenige hundert Studenten. Der Wissenschaftsrat empfahl daher 1991, den Großteil dieser kleineren TH in Fachhochschulen zu überführen. Er begründete dies damit, dass der Ausbau sämtlicher Standorte zu vollwertigen TH nicht nur den prognostizierten Bedarf an universitär ausgebildeten Ingenieuren, sondern vor allem auch die Finanzkraft der neuen Bundesländer deutlich überstiegen hätte.
Die Abwicklung der THs führte zur Bildung eines – bis dato in Ostdeutschland unbekannten – neuen Hochschultyps, den Hochschulen für angewandte Wissenschaften. Eine allgemeine akademische Aufwertung (institutionelle Promotionsrecht etc.) der ostdeutschen Hochschulen mit universitärer Vergangenheit ist nach wie vor (August 2023) nicht erkennbar. Ihnen bleibt jedoch weiterhin die Möglichkeit der „kooperativen Promotion“; in Sachsen-Anhalt erhalten forschungsstarke Hochschulen für angewandte Wissenschaften seit 2020 (nach Evaluation) das (befristete) Promotionsrecht; FH-Professorinnen und FH-Professoren können sich im Freistaat Sachsen „an Universitäten kooptieren“ (Sächsisches Hochschulfeiheitsgesetz §92 Abs.(3) vom 31. Mai 2023).

### Umbenennungen von Fachhochschulen in Technische Hochschulen
Ab dem Jahr 2009 wurde begonnen, die zu dem Zeitpunkt nur noch von der RWTH Aachen verwendete Bezeichnung Technische Hochschule für Fachhochschulen mit technischem Schwerpunkt zu vergeben, allerdings ohne das Promotionsrecht zu erteilen. Den Anfang machten 2009 die Technische Hochschule Wildau und 2010 die Technische Hochschule Mittelhessen. Im März 2013 beschloss das bayerische Kabinett die Umbenennung der Fachhochschulen Deggendorf, Ingolstadt, Nürnberg und der Kooperation Regensburg/Amberg-Weiden.
Es folgten
2015 die Technische Hochschule Köln,
2016 die Technische Hochschule Brandenburg,
die private Technische Hochschule Georg Agricola in Bochum und
die Technische Hochschule Bingen,
2018 die Technische Hochschule Lübeck und
die Technische Hochschule Rosenheim,
2019 die Technische Hochschule Ulm,
die Technische Hochschule Aschaffenburg und
die Technische Hochschule Ostwestfalen-Lippe. Im Juli 2022 wurde die Hochschule Augsburg im Rahmen ihres 50-jährigen Jubiläums umbenannt, seit dem 1. Januar 2023 firmiert auch die bisherige Fachhochschule Würzburg-Schweinfurt als Technische Hochschule (THWS). 2025 wurde die Hochschule Mannheim in Technische Hochschule umbenannt.